# Ochthebius sempronius
Ochthebius sempronius är en skalbaggsart som beskrevs av Armand D'Orchymont 1942. Ochthebius sempronius ingår i släktet Ochthebius och familjen vattenbrynsbaggar. Inga underarter finns listade i Catalogue of Life.